# Feta
Vous lisez un « bon article » labellisé en 2007.
Feta ou Féta (en grec moderne : φέτα) désigne un fromage caillé en saumure originaire de Grèce. Le nom de ce fromage est un emprunt à l’italien « fetta » (tranche) qui daterait du XVIIe siècle. L’appellation « feta » associée au fromage est attestée au XIXe siècle. Elle caractérise un fromage produit selon des techniques précises. Ce type de fromage est traditionnellement fabriqué à partir de lait de brebis, parfois en association avec du lait de chèvre.
Au cours du XXe siècle, une production de fromages similaires s’est développée ailleurs en Europe, puis dans le monde. Dans l’Union européenne, le nom « feta » est une appellation d’origine protégée (AOP) et une indication géographique protégée (IGP) depuis le 14 octobre 2002.
La feta est, avec la tomate, le concombre, les oignons et l'huile d'olive, un des ingrédients de la salade grecque (Horiatiki). On la retrouve également dans de nombreux autres plats traditionnels grecs.

## Histoire
Les fromages blancs en saumure, dont la feta est l’une des variétés, existent probablement depuis des millénaires. Ils sont traditionnellement produits des Balkans aux confins de la Turquie actuelle,. Certains situent l’origine de ce fromage sur le territoire de l’actuelle Bulgarie ou en Macédoine mais il semble impossible de l’affirmer concrètement.
Dans les œuvres de l’antiquité grecque, on trouve de nombreuses références à un fromage, comme dans le chant IX de l'Odyssée. Le cyclope Polyphème passe même pour être un des premiers producteurs de fromage. Après avoir trait ses brebis, il mit le lait dans une outre en peau d’animal et réalisa quelques jours plus tard, que le lait était devenu une masse solide, savoureuse et préservable. Cependant, il est impossible de savoir avec précision à quel type de production il est fait référence ici.
Le fromage caillé en saumure n’est réellement attesté qu’à l’époque byzantine, sous le terme de « prosphatos » (πρόσφατος), et est alors principalement associé à la Crète. Un visiteur italien à Candie, en 1494, décrit très clairement son stockage dans la saumure.
Le mot « feta » est un emprunt à l’italien fetta (« tranche ») qui date du XVIIe siècle, et qui est vraisemblablement dû à la façon de couper le fromage en tranches. La première mention écrite connue du mot feta date du XIXe siècle, dans le magasin de l’usurier Grec, Stefanos D. Rigas, originaire de l’île de Syros.
À partir des années 1930, une production de fromages se nommant également « feta » commence à se développer en dehors de Grèce, et plus particulièrement, après les années 1960, avec l’apparition d’une importante industrie de la « feta » au Danemark, en France et en Allemagne. À la fin du XXe siècle, les fromages s’assimilant à la feta sont produits dans le monde entier, de l’Iran à l’Australie en passant par l’Afrique de l’Est.
Le mot « feta » est protégé pour la première fois par une convention signée le 20 juin 1972 entre la république d’Autriche et le royaume de Grèce ; convention qui vise à protéger les indications de provenance, d’origine et les appellations des produits agricoles, artisanaux et industriels. Dans cette convention, il n’est pas précisé à partir de quel type de lait la feta peut être produite. En 1981, quand la Grèce entre dans la Communauté Européenne, le nom feta n’est pas protégé par la loi. Entre 1987 et 1994, la Grèce adopte des lois à portée nationale permettant de réguler la production et la vente de la feta. Ces lois excluent le recours au lait de vache pour produire la feta et définissent des zones géographiques de production de la feta.
À partir de 1994 s’engage une bataille juridique en Europe pour déterminer si l’appellation feta peut être protégée ou si elle est au contraire devenue générique. Une décision définitive en faveur de la protection de l’appellation feta est finalement prise en 2002, accorde à la Grèce la protection de l’appellation feta et fixe les règles permettant d’obtenir cette appellation. En juillet 2022, la Cour de Justice de l'Union européenne confirme que la protection accordée à la feta grecque s'applique également aux produits destinés à l'exportation hors de l'Europe, réfutant ainsi les pratiques de certains producteurs danois qui vendaient leur fromage dans des pays extra-européens sous l’appellation « feta ».

## Fabrication

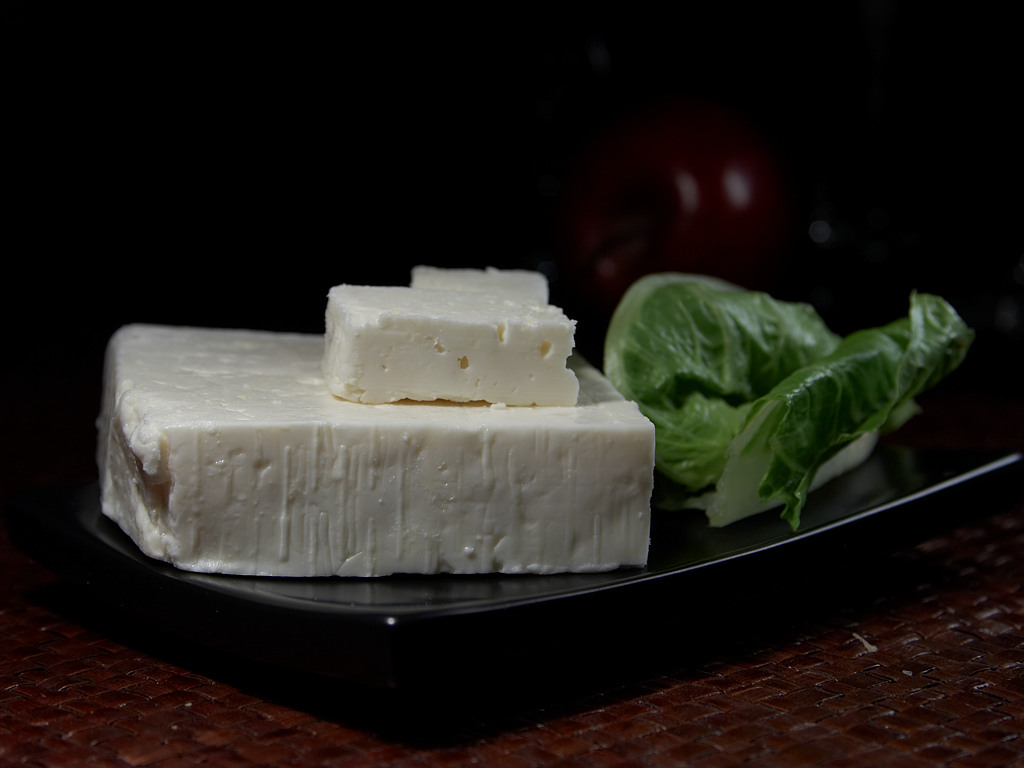
Feta et basilic.

### Description
En Grèce, la feta est traditionnellement produite de janvier à mai dans des fermes ou de petites laiteries à partir de lait cru, sans additif. Dans les usines, la feta est produite à partir de lait pasteurisé additionné de yaourt frais.
Après avoir été éventuellement pasteurisé, le lait est chauffé à une température de 30-35 °C, puis le lait est salé et le producteur de fromage provoque sa coagulation (étape appelé caillage) en ajoutant des cultures acides. Le lait caillé est ensuite coupé en morceaux, sous forme de cubes de 1 à 2 cm, puis égoutté dans un tissu et mis en fontage pour 24 heures. Le fromage, façonné en morceaux rectangulaires pesant un à deux kilogrammes, est ensuite placé en tonneaux de bois ou de plastique de 25 à 50 kg dans lesquels est ajoutée la saumure (généralement à une teneur de 3 à 8 %). Cette première étape de maturation s’effectue à une température ambiante de 16-18 °C et dure 10 à 15 jours. Une deuxième étape de maturation a ensuite lieu pendant au moins deux mois, à une température de 2 à 4 °C.
La feta est blanche et elle se dessèche rapidement une fois retirée de sa saumure. Selon l’affinage, sa consistance varie du doux au demi-dur (développant alors une saveur forte et piquante). Sa teneur en sel est variable (entre 1,8 et 2,75 % de sel) , ce qui affecte son goût en conséquence. Sa teneur en matières grasses peut varier de 30 à 60 %, selon le mélange de lait. Elle est riche en calcium (490 mg de calcium pour 100 g), en protéines (17 g pour 100 g) et en vitamines (pour 100 g : 0,3 µg de vitamine D, 250 µg de vitamine A et 0,75 mg de vitamine B2).
En Grèce, la feta est confectionnée à partir de lait de brebis, ou en combinaison avec du lait de chèvre (le lait de chèvre doit alors représenter au maximum 30 % du total). La « feta » produite par l’Allemagne et le Danemark était le plus souvent confectionnée à partir de lait de vache. Dans ce dernier cas, le lait de vache est filtré par un procédé spécifique, qui a un coût moindre que la méthode traditionnelle de filtrage dans un tissu.
| Mesure         | Après caillage | Après 15 jours | Après 30 jours | Après 90 jours |
| -------------- | -------------- | -------------- | -------------- | -------------- |
| pH             | 6,45           | 5,19           | 4,59           | 4,56           |
| Humidité (%)   | ND             | 54,6           | 54,25          | 50,4           |
| Sel (NaCl) (%) | ND             | 3,44           | 3,8            | 4,01           |

### Feta et autres fromages caillés en saumure
À partir du XIXe siècle, le mot feta désigne, en Grèce, le fromage produit à partir de lait de brebis ou d’un mélange de lait de brebis et de lait de chèvre, en utilisant des méthodes traditionnelles de coagulation du lait. D’autres pays, en particulier dans les Balkans et dans le bassin oriental de la Méditerranée, produisent des fromages analogues à la feta : le Telemea en Roumanie, le Bjalo Salamureno Sirene en Bulgarie, le Beyaz peynir en Turquie, le Halloumi à Chypre, le Domiati en Égypte, l’Akkavi en Syrie et au Liban ou encore le Beli sir u kriskama dans l’ex-Yougoslavie.
La feta est le plus connu des fromages en saumure ; cette reconnaissance internationale étant due à l’émigration des Grecs, qui ont amené avec eux leurs coutumes culinaires dans divers pays.

## Industrie de la feta

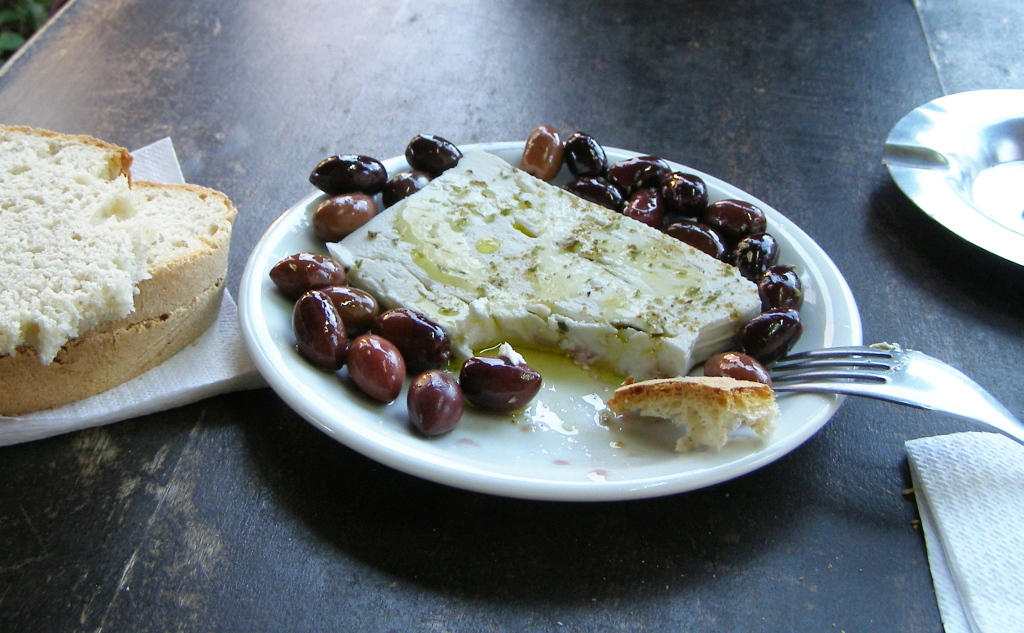
Feta et olives.

Selon un rapport de l’administration américaine publié en 2005, la demande mondiale de feta représente 450 000 tonnes par an, dont 250 000 sont produites en Grèce.

### En Europe
La consommation de feta en Europe est beaucoup plus importante en Grèce qu’ailleurs : alors que les Grecs consomment 10,5 kg de ce fromage par personne et par an en 2002, les habitants des autres pays de la communauté européenne consomment en moyenne 0,1 kg par personne et par an,. Les consommateurs grecs représentent, en 2002, 85,64 % des consommateurs communautaires.
La production de feta a débuté dans les années 1930 au Danemark et en France. La production allemande a débuté en 1972.
Avant 2002, l’Allemagne, le Danemark et la France fabriquaient 10 % de la feta communautaire. Chiffre contesté, par le transformateur industriel français Lactalis qui estime la part de la Grèce dans la fabrication communautaire de feta à 57,5 %. Toujours selon Lactalis, la part de la Grèce dans la fabrication mondiale de feta serait de 28,75 %. Cette bataille de chiffres vient du fait que le groupe français intègre, dans la fabrication communautaire et extracommunautaire de feta, la « feta » au lait de vache.
| Date | Production (en tonnes) |
| ---- | ---------------------- |
| 1931 | 25 000                 |
| 2002 | 115 000                |
| 2005 | 120 000                |

| Date | Production (en tonnes) |
| ---- | ---------------------- |
| 1967 | 133                    |
| 1971 | 1 000                  |
| 1975 | 9 968                  |
| 1989 | 110 932                |
| 1998 | 27 640                 |

| Année          | Production (en tonnes)        |
| -------------- | ----------------------------- |
| 1972           | 78                            |
| 1977           | 5 000                         |
| 1980           | 15 000                        |
| 1985           | 24 000                        |
| De 1985 à 2002 | entre 19 757 et 39 201 tonnes |

La production française est :
- en 1980 : 875 tonnes ;
- de 1988 à 1998 : entre 7 960 tonnes et 19 964 tonnes.

NB : la part de la production de feta au lait de vache est marginale en France.

### Dans le monde
La feta est également produite en dehors de l’Union européenne, l’appellation n’étant pas protégée en dehors des États-membres. Les pays producteurs de feta, hors Union européenne, sont, par exemple, l’Australie, le Canada ou les États-Unis.
Bruce A. Babcock souligne que pour les Américains, « feta » désigne un type de fromage granuleux, salé et généralement utilisé dans des plats grecs. La feta américaine est majoritairement produite dans le Wisconsin à partir de lait de vache. La production annuelle de feta aux États-Unis est de 45 000 tonnes. Au Canada, la production annuelle de feta s’élève à 4 000 tonnes.
La problématique de l’indication géographique concernant la feta est examinée dans le cadre du projet d’extension de l’article 22 des accords TRIPS ((en)Trade Related Aspects of Intellectual Property) que l’OMC cherche à mettre en place.

### L’appellation feta, enjeu d’une bataille juridique européenne
Le 11 janvier 1994, une dénomination d’origine « feta » est créée et protégée en Grèce. Le 21 janvier de la même année, l’administration grecque demande que le nom « feta » devienne une Appellation d'origine protégée conformément au règlement européen 2081/92, adopté deux ans plus tôt par la Communauté Européenne. La commission chargée d’examiner cette demande établit d’abord que ce nom n’est pas devenu générique, grâce à un sondage qui établit que le mot feta est bien associé par les consommateurs européens à une origine grecque. La commission décide le 12 juin 1996 (règlement N° 1107/96) d’accorder la protection à l’appellation feta, ainsi qu’à dix-neuf autres fromages grecs. En réaction, le Danemark, l’Allemagne et la France, qui produisent des quantités importantes de ce type de fromage sous le nom feta, saisissent la cour de justice des communautés européennes pour annuler l’appellation d’origine protégée établie par la Grèce. Les arguments des trois plaignants sont que la feta ne satisfait pas les conditions nécessaires établies par le règlement européen de 1992 sur les AOP, et que le nom feta est devenu générique. En 1999, la CJCE décide d’annuler l’AOP de la feta parce que la commission n’aurait pas suffisamment examiné les conditions requises par le règlement européen 2081/92. À partir de cette décision de justice, l’appellation feta redevient donc libre en Europe, sauf entre l’Autriche et la Grèce, dont l’accord bilatéral de 1972 est toujours valable.
La Commission européenne ordonne l’ouverture d’une nouvelle enquête scientifique qui aboutit, le 14 octobre 2002, à la réintégration de la feta dans le tableau des AOP en tant que produit grec (règlement européen N°1829/2002). La commission scientifique chargée de réexaminer le dossier de la feta a rassemblé toutes les données sur la production et la consommation de la feta en Europe, afin de déterminer si l’appellation feta était générique ou non. Les recherches de la commission ont montré que l’appellation feta « n’était pas utilisée comme un nom commun synonyme de fromage blanc en saumure. Le soin avec lequel les opérateurs [de ce marché] évoquent le pays d’origine et s’efforcent d’éviter la confusion alors qu’ils utilisent la désignation est significatif. Dans la perception des consommateurs, le nom feta évoque toujours une origine grecque et n’est donc pas devenu un nom commun et générique dans la communauté […]. »
L’Allemagne et le Danemark (parties requérantes) tentent de faire annuler cette décision. L’épilogue de cette saga juridique se déroule le 25 octobre 2005, lorsqu’est confirmée la décision de 2002. Avec ce règlement, les seuls fromages qui ont droit à l’appellation feta sont ceux « produits en Grèce continentale ainsi que le département de Lesbos, […] le lait servant à l’élaboration de la feta doit provenir de brebis et chèvres de races locales élevées traditionnellement et dont l’alimentation doit se fonder impérativement sur la flore présente dans les aires de pâturage des régions éligibles. »
Les industriels laitiers des pays membres des communautés européennes utilisant le terme « feta » avaient jusqu’à octobre 2007 pour éliminer le mot « feta » de leur étiquetage.
Cependant, le règlement européen n’ayant qu’une portée européenne, plusieurs pays membres de l’OMC considèrent encore que le mot « feta » est générique. Les États membres de l’UE avaient toutefois l’intention de défendre les indications d’origine de l’Europe (les AOP) durant le cycle de Doha face aux autres membres de l’OMC.